# Dasychela biramula
Dasychela biramula är en tvåvingeart som beskrevs av David Fairchild 1958. Dasychela biramula ingår i släktet Dasychela och familjen bromsar. Inga underarter finns listade i Catalogue of Life.